# Sungai Punggawa
Sungai Punggawa – wieś (desa) w kecamatanie Kelumpang Tengah, w kabupatenie Kotabaru w prowincji Borneo Południowe w Indonezji.
Miejscowość ta leży w południowej części kecamatanu, nad Cieśniną Makasarską.